# اچ‌ام‌ای‌اس کولگوا (کی۴۰۸)
اچ‌ام‌ای‌اس کولگوا (کی۴۰۸) (به انگلیسی: HMAS Culgoa (K408)) یک کشتی بود که طول آن ۳۰۱ فوت (۹۲ متر) بود. این کشتی در سال ۱۹۴۵ ساخته شد.